# ドライエリア

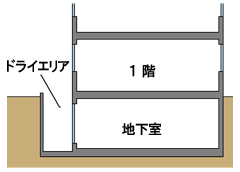
ドライエリアの一例

ドライエリア（和製英語: dry area）とは、地下室を持つ建築物の外壁を囲むように掘り下げられた空間のことで、「空掘り（からぼり）」ともいう。ドライエリアを設ける目的は、主に地下室の環境の改善であり、採光・防湿・通風の確保・閉塞感などの解消・避難経路の確保などである。
日本の建築基準法では、地下室を居室として使用する場合にはドライエリアを設ける必要がある。

## 利用方法
外部空間に面した開口部を設けられるため、地下室に地上に準じた居住性をもたせることができる。このドライエリアにより、本来ならば光の当たらない閉塞的な地階が「周囲より一段下がっただけの地表面」と化すのである。地下室からみて小規模な庭園のような体裁としたり通路として用いるなどの工夫もなされ、規模の大きなものではドライエリアに客席を設け、地下と一体に扱う飲食店のようなケースもある。
地下室にはドライエリアとそれに面した開口部を設けることで、災害時の避難のし易さが大いに向上し、安全性が高まる。地下室は、地上階に繋がる階段が、火炎や煙で充満したり地震で倒壊したりすることで、唯一の避難経路が絶たれやすい危険な場所でもある。万一取り残された場合、救出活動は困難となる。しかしドライエリアと開口を設けることで、屋外に直接つながった避難・救出の経路が確保できるのである。

## 「ドライエリア」という言葉について

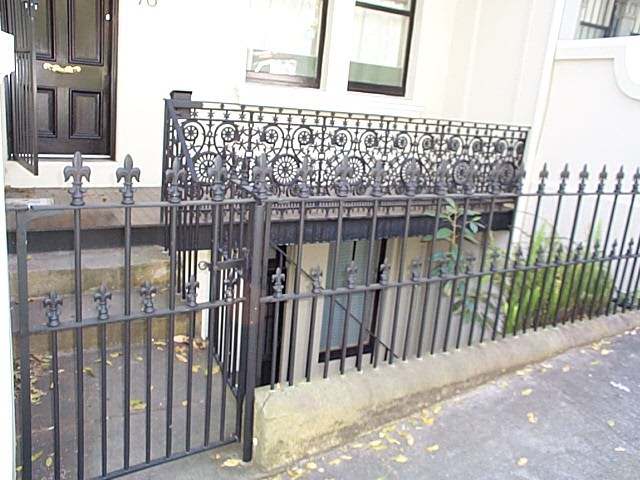
オーストラリア・ニューサウスウェールズ州におけるテラスハウスの例。

「ドライエリア」は和製英語であり、英語では areaway と表現される。
アメリカ合衆国では、テキサス州など一部地域の俗語として、酒類の販売が規制されている地域を "Dry Area"、許可されている地域を "Wet Area" と呼ぶことがある（アメリカ合衆国における禁酒法参照）。